# خوان خوزه کالیانتس
خوان خوزه کالیانتس (انگلیسی: Juan José Collantes؛ زادهٔ ۷ ژانویهٔ ۱۹۸۳) بازیکن فوتبال اهل اسپانیا است.
از باشگاه‌هایی که در آن بازی کرده‌است می‌توان به باشگاه فوتبال راسینگ سانتاندر، باشگاه فوتبال رایو وایکانو، باشگاه فوتبال سابادل، باشگاه فوتبال آلکورکون، باشگاه فوتبال الچه، و باشگاه فوتبال گرانادا اشاره کرد.